# Villers-lès-Nancy
Villers-lès-Nancy település Franciaországban, Meurthe-et-Moselle megyében. Lakosainak száma 14 938 fő (2022. január 1.). Villers-lès-Nancy Laxou, Chaligny, Chavigny, Nancy és Vandœuvre-lès-Nancy községekkel határos.

## Népesség
A település népessége az elmúlt években az alábbi módon változott:
| Lakosok száma | 7811 | 16 120 | 16 515 | 15 375 | 14 133 | 14 503 | 14 415 | 14 525 | 14 305 | 14 938 |
|               | 1968 | 1982   | 1990   | 2006   | 2013   | 2015   | 2017   | 2019   | 2020   | 2022   |